# Pernambuco Brasil Open Series 2011
Il Pernambuco Brasil Open Series 2011 è stato un torneo professionistico di tennis maschile giocato sul cemento. È stata la 1ª edizione del torneo, che fa parte dell'ATP Challenger Tour nell'ambito dell'ATP Challenger Tour 2011. Si è giocato a Recife in Brasile dal 4 al 10 aprile 2011.

## Partecipanti

### Teste di serie
| Nazionalità | Giocatore         | Ranking* | Testa di serie |
| ----------- | ----------------- | -------- | -------------- |
| Svizzera    | Marco Chiudinelli | 144      | 1              |
| Giappone    | Tatsuma Itō       | 169      | 2              |
| Ecuador     | Giovanni Lapentti | 175      | 3              |
| Brasile     | Júlio Silva       | 212      | 4              |
| Brasile     | Ricardo Hocevar   | 238      | 5              |
| Brasile     | Fernando Romboli  | 246      | 6              |
| Brasile     | Caio Zampieri     | 260      | 7              |
| Argentina   | Pablo Galdón      | 270      | 8              |

- Ranking al 21 marzo 2011.

### Altri partecipanti
Giocatori che hanno ricevuto una wild card:
- Guilherme Clezar
- Tiago Fernandes
- Augusto Laranja
- Bruno Sant'Anna

Giocatori che sono passati dalle qualificazioni:
- José Pereira
- Tiago Slonik
- Thales Turini
- Lars Übel (ritirato)
- Tiago Lopes (Lucky Loser)

## Campioni

### Singolare
Tatsuma Itō ha battuto in finale  Tiago Fernandes per walkover

### Doppio
Giovanni Lapentti /  Fernando Romboli hanno battuto in finale  André Ghem /  Rodrigo Guidolin, 6–2, 6–1